# Fritz Walter (Architekt, 1860)

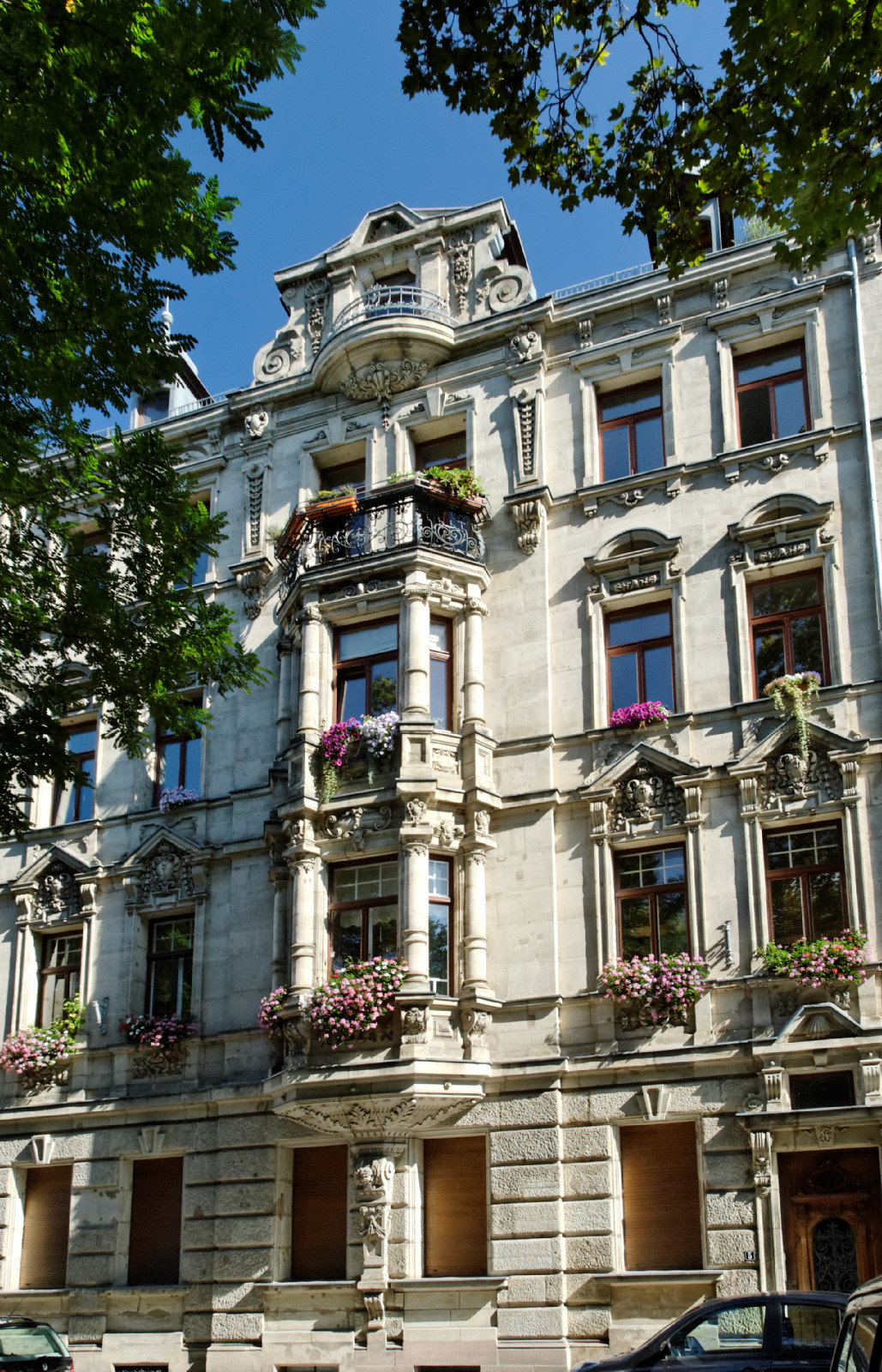
Hornschuchpromenade 5 in Fürth, Neubarock

Felix Friedrich Walter (* 14. Oktober 1860; † 27. März 1912 in Fürth) war ein deutscher Architekt, der in Fürth lebte und arbeitete und vor allem für Bauten des Historismus und des Jugendstils bekannt ist.

## Leben
Zahlreiche Wohn- und Geschäftshäuser in Fürth wurden von Fritz Walter entworfen und prägen bis heute das Stadtbild. Vor allem die Prachtstraßen der Belle Epoque, die Hornschuchpromenade und die Königswarterstraße sind wesentlich von seinen Bauten und denen von Adam Egerer bestimmt. Zu den von Walter heute noch bekanntesten Bauten zählt der Geismannsaal.
Über das Leben von Fritz Walter ist nur wenig bekannt. Er war Mitglied der Fürther Freimaurerloge Zur Wahrheit und Freundschaft.
Sein jüngerer Bruder Stephan Walter erlangte in Berlin Bekanntheit als Bildhauer.

## Weblink
- Artikel „Fritz Walter“ im FürthWiki

## Einzelnachweis
1. ↑  Nachweis der Mitgliedschaft

| Personendaten    | Personendaten           |
| ---------------- | ----------------------- |
| NAME             | Walter, Fritz           |
| ALTERNATIVNAMEN  | Walter, Felix Friedrich |
| KURZBESCHREIBUNG | deutscher Architekt     |
| GEBURTSDATUM     | 14. Oktober 1860        |
| STERBEDATUM      | 27. März 1912           |
| STERBEORT        | Fürth                   |